# 博多の女 (北島三郎の曲)
「博多の女」（はかたのひと）は、北島三郎のシングル。1967年7月10日に日本クラウンから発売された。

## 概要
- 函館の女（1965年）、尾道の女（1966年）に続く通称「女（ひと）シリーズ」[2] [3] [4]と呼ばれる内の一曲で、北島にとって初のオリコンランクイン作品となった。
- 歌詞の中には那珂川と中洲が登場し、博多の土産菓子である「博多の女」[5]は同曲にあやかって名付けられた[6]。
- 2004年にリリースされた「【函館の女】～女シリーズ～その女をたずねて」[7]、2007年にリリースされた「その女をたずねて〜函館から沖縄まで〜」[8]にも収録されている。

## 収録曲
両曲共／作詞：星野哲郎、作曲・編曲：島津伸男
1. 博多の女
2. からすとゆりの花